# Тули (Зимбабве)
Тули (енгл. Tuli) је насеље које се налази у Мачучута комуналној земљи, 90 километара западно од Беитбриџа на источној обали реке Шаше (Shashe river). На том месту се налазила тврђава Тули (Fort Tuli) коју је 1890. године саградила Пионирска колона (Pioneer Column) и Полиције Британске јужноафричке компаније (British South Africa Company Police). До 1893. године тврђава Тули је била главна улазна тачка на територију данашњег Зимбабвеа. Пут кроз Булавајо је отворен 1894. године и од тада значај Тулија опада.